# Gallaher Group
Pour les articles homonymes, voir Gallaher.
Gallaher Group est une multinationale anglaise active dans la fabrication et la vente de produits à base de tabac. Elle fait partie depuis 2007 du groupe Japan Tobacco.

## Historique
Gallaher est créée en 1857 par Tom Gallaher à Derry. En 1896, il inaugure la plus grande usine de cigarettes du monde (pour l'époque), à Belfast.
L'entreprise grossit ensuite en rachetant nombre de rivaux : J. A. Pattreiouex (1937), J. R. Freeman (1947), Cope Bros & Co (1952) et Benson & Hedges (1955).
En août 2000, Gallaher prend le contrôle de Liggett Ducat, marque de cigarette numéro un des ventes en Russie, puis en janvier 2002 de Austria Tabak, lors de la privatisation de l'entreprise publique autrichienne.
En 2006, Gallaher est racheté par Japan Tobacco.

## Marques

### Principales marques mondiales
- Benson & Hedges
- Silk Cut
- Sterling
- Mayfair
- Crystal
- Nil
- Kensitas Club
- Senior Service
- Dos Hermanos
- Gold Seal
- Amber Leaf
- Sobranie

### Autres produits du tabac
- Snus